# بروکس اتومیشن
بروکس اتومیشن (انگلیسی: Brooks Automation) شرکت الکترونیک آمریکایی است، که در سال ۱۹۷۸ تأسیس شد.